# 丹生川上神社
丹生川上神社（にうかわかみじんじゃ）は、奈良県吉野郡東吉野村にある神社。式内社（名神大社）、二十二社（下八社）の一社。旧社格は官幣大社で、現在は神社本庁の別表神社。

## 社名について
古くは「雨師明神」と称され、江戸時代からは「蟻通明神」とも称された。
大正以降、吉野郡川上村の丹生川上神社上社・同下市町の丹生川上神社下社に対して「丹生川上神社中社」とも称されるようになったが、これは上下2社が既に存在したために、これを「中」としたもので、位置関係や社格の上下を表すものではない。

## 祭神
本殿と東殿・西殿の3殿に、以下の神々を祀る。
- 本殿：罔象女神
  - 相殿に伊邪奈岐命・伊邪奈美命
- 東殿：大日孁貴命・八意思兼命・誉田別命
- 西殿：開化天皇・上筒男神・大国主命・事代主命・綿津見神・菅原道真公

六国史では、「丹生川（河）上神」と地名を以て記され、具体的な神名を表すものはないが、古来朝野の祈止雨祈願がしばしば行われ、雨を司る水神であったので、これを記紀神話に見える罔象女神（みずはのめのかみ）や龗神（おかみのかみ）に充てるようになった。また平安時代初め頃から「雨師神」とも称されるようになったが、雨師とは風伯と並ぶ古代中国の雨乞いの神なので、これは唐風文化への傾倒による神名であることは明らかである。また、祈雨祈願の際には黒馬が、止雨の時には白馬（または青馬）が奉献される例であったが、これは馬を水神乃至はそれと密接な動物と見る観念に基づくものであり、また馬の色は、雨雲と黒、晴天と白という観念連合に基づく類感呪術であろう。
現在の祭神は、大正11年（1922年）にそれまでの「大穴貴神・表筒男命・伊邪奈伎命」を変更したものである。

## 歴史
社伝に因れば、鎮座地は神武天皇が東征の際に、天神の教示により天神地祇を祀り、戦勝を占った地である。具体的には、神武は天香具山の土で作った平瓮と厳瓮を川に沈めさせ、椎根津彥に川魚の様子を観察させ、丹（水銀）の鉱脈があることを知り、500の真榊で諸神を祀り、国を平定することにした。
而勅之曰「宜汝二人 到天香山 潛取其巓土 而可來旋矣。基業成否、當以汝爲占。努力愼歟。」… 時、椎根津彥、見而奏之。天皇大喜、乃拔取丹生川上之 五百箇 眞坂樹、以祭諸神。—日本書紀
白鳳4年（675年）に罔象女神を御手濯（みたらし）川（高見川）南岸の現摂社丹生神社の地に奉斎し、その後現在地に遷座したものと伝えるが、寛平7年（895年）の太政官符（『類聚三代格』所収）には、当時の丹生川上神社の祝や禰宜の解を引き、『名神本紀』という書に「『人声の聞こえない深山で我を祀れば、天下のために甘雨を降らし霖雨を止めよう』との神託により創祀した」との伝えがあることを記してる。吉田兼倶撰といわれる『二十二社注式』には、天武天皇の白鳳乙亥年（4年）に垂迹し、大和神社（天理市鎮座）の別宮になったと記されているので、吉野と浅からぬ関係にあった同天皇によって創祀されたものとされている。古来大和神社の別社とされ、祈止雨の霊験著しい雨師神として、朝廷から重んじられ、763年より応仁の乱の頃までに雨乞い、雨止めの奉幣祈願が96度されたと記録にみられ、宝亀4年 （773年）には神戸4烟が充てられている（『続日本紀』）。律令制時代を通じて祈雨神祭祭神に預かり、祈止雨祈願のために貴布禰社とともに奉幣がなされた例は枚挙に遑がないが、その折には奉幣使に大和神社の神主が従う定めとされていた。『延喜式神名帳』では官幣大社（名神大社）に列格し、律令制の弛緩に際しても、二十二社の1社にもなるなど朝廷からの厚い崇敬は変わらなかったが、次第に奉幣も減少するなど衰微していき、応仁の乱以降は、ついにその所在すら不明となるに至った。なお、社伝では中世以降たびたび造改築されたことが伝えられており、当神社所蔵の慶安3年（1650年）の造営の上梁文には、当初の鎮座地に丹生神社を新造するとともに、本社を金剛峯寺の鎮守神に倣って「蟻通明神」と改称した旨が記されている。
近世以降『神名帳』の研究が盛んになり、特に式内社の所在地が問題とされるようになると、まず丹生川上神社下社が式内大社丹生川上神社に比定され、次いで明治に入って上社が比定されたが、1915年（大正4年）に森口奈良吉が『丹生川上神社考』を著し、明治以降郷社に列していた当神社が式内丹生川上神社であることを考証し、その後の調査でそれが立証されたため、同11年に社名を「蟻通神社」から「丹生川上神社」に改称、上下2社に対して「中社」を称するとともに、3社を合わせて「官幣大社丹生川上神社」として社務所が置かれるなど、当神社がその中心に位置づけられた。第二次大戦後の官制廃止にともなって、1952年（昭和27年）に3社はそれぞれ独立、当神社は現在神社本庁に属して、その別表神社とされている。

### 神階
弘仁9年（818年）に従五位下が授けられ（『日本紀略』所引『続日本紀』）、その後承和7年（840年）正五位下、同10年従四位下（以上『続日本紀』）、嘉祥3年（850年）正四位下（『文徳天皇実録』）、貞観元年（859年）従三位、元慶元年（877年）正三位へと累進した（以上『日本三代実録』）。ちなみに、『大倭神社注進状』には、寛平9年（897年）に従二位へ昇ったと記されている。

### 祀官
中世以来安土桃山時代まで小川氏が神主職を襲い、また別当寺院として金剛峯寺末寺の摩尼山大乗院が奉仕してきた。小川氏は当地一帯（小川郷）の領主と宇陀郡雨師荘の荘官を兼帯し（従って同荘に鎮座する式内丹生神社をも所管した）、在地領主として勢力を誇った（南北朝時代には北畠氏に属し、また長禄2年（1458年）の神璽奪還（長禄の変）に活躍した小川弘光が著名である）が、天正6年（1578年）に筒井順慶に屈してから衰退し、同15年（1587年）に断絶した。以後、江戸時代を通じて大乗院が専管したが、これも明治5年に廃された。

## 境内
- 拝殿 - 文政12年（1829年）より天保元年（1830年）にかけ建立。入母屋造[12]。
- 東殿・西殿 - 文政11年（1828年）から約12年かけ建立される。両殿とも桧皮葺の流造[13]。両殿ともに、一間社流造の3宇（殿）を相の間で接続し、一体の屋根をかけて5間社の1殿とした特殊な造り[14]。
- 本殿 - 文政11年（1828年）から約12年かけ建立される。桧皮葺の流造[15]。

本殿は南面し、その左右に配祀神を祀る東殿・西殿が建つ。東西両殿はそれぞれ相の間で接続し、本殿から石段による渡殿が拝殿まで続く。
- 石灯籠 - 国指定重要文化財で、東殿前に立つ。高2.6メートルで竿に「丹生社 弘長二二年二九日 大工伊□□ 施主□右衛門尉」の刻銘がある（「二二年」は「四年」の意）[16]。刻銘の□は判読困難部分であるが、弘長4年（1264年）伊行吉が造ったものとされる。伊行吉は名工・伊行末の息子。父・伊行末は、東大寺再興などの石工事を担い、伊行末の家系は伊派とも称され、鎌倉時代の名工の一門とされる[17]。

- 叶えの大杉 - 樹齢約1000年、樹高51.5メートル、幹廻り7.3メートルの大杉で、幹に両手を当て心願を口唱すればご利益がある[18]。
- なでフクロウ - 叶え大杉に住み着いた「ふくろう」とされ、樹齢約200年の古木の山桜に彫刻した「なでふくろう」で、なでるとご利益がある[19]。
- 相生の杉 - 樹齢約800年の大杉で、2本が真直に立つ夫婦杉ともよばれている[20]。
- 真名井 - 本殿裏手の乎牟漏岳から本殿の地下を通る伏流水が井戸に湧いた御神水で、主祭神の罔象女神（水の神）のご利益がある[21]。
- 茶室「甘雨」 - 1969年（昭和44年）竣工の社務所より渡り廊下で繋がる茶室[22]。
- 吉野離宮址 - 吉野離宮跡は発掘調査により宮滝遺跡（吉野町宮滝）であると、ほぼ確定しているが、丹生川上神社の神域地が吉野離宮跡との説がある。そのため1966年（昭和41年）10月に東吉野村郷土史蹟顕彰会にて「史蹟吉野離宮址」の顕彰碑が建立された[23]。
- 爺婆石 （じじばばいし） - 西参道入口鳥居脇にあり、かつて吉野離宮の門柱とも伝わっていた。鳥居に向かって左側が爺石、右側が婆石で、夫婦石ともよばれている[24]。
- 神武天皇聖蹟碑 - 1940年（昭和15年）に文部省による第1回目の神武天皇聖蹟調査が実施され、神武天皇聖蹟「丹生川上の地」として当地が比定され[25]、本宮前（旧社地）象山（きさやま）の地に肇国由緒の地として碑を建立。聖蹟碑文には「神武天皇戊午年九月天下平定ノ為 平瓮及厳瓮ヲ造リ給ヒ丹生川上ニ 陟リテ天神地祇ヲ祭ラセラレ又丹 生川上ニ厳瓮ヲ沈メテ祈リ給ヘリ 聖蹟ハ此ノ地附近ナリ」と刻まれている[26]。
- 夢淵 - 高見川、日裏川、四郷川の3つの川が合流し深い淵が作られている場所。古代、水神の鎮坐する霊境として、斎み潔めを行う場所として、斎淵（いみぶち）とよばれていたのが、「いめぶち」となり「ゆめぶち」とよばれるようになった。『日本書紀』によると、神武天皇大和平定のおりに、戦勝祈願のため丹生川上の地で厳瓮（御神酒を入れる瓶）を夢淵に沈め、酒に酔った大小の魚が流れることにより勝利を占った伝承地とされ、この時、水面に浮いて流れ出た魚が「魚」に「占」と書く「鮎」とされる[27]。
- 東（ひむかし）の瀧 - 「秋津野の瀧」、「龍神の瀧」ともよばれる。日裏川が高見川に合流する場所にあり、龍神が棲むといわれ、吉野離宮の東にあるということから「東の瀧」とよばれるようになった[28]。
- 摂末社

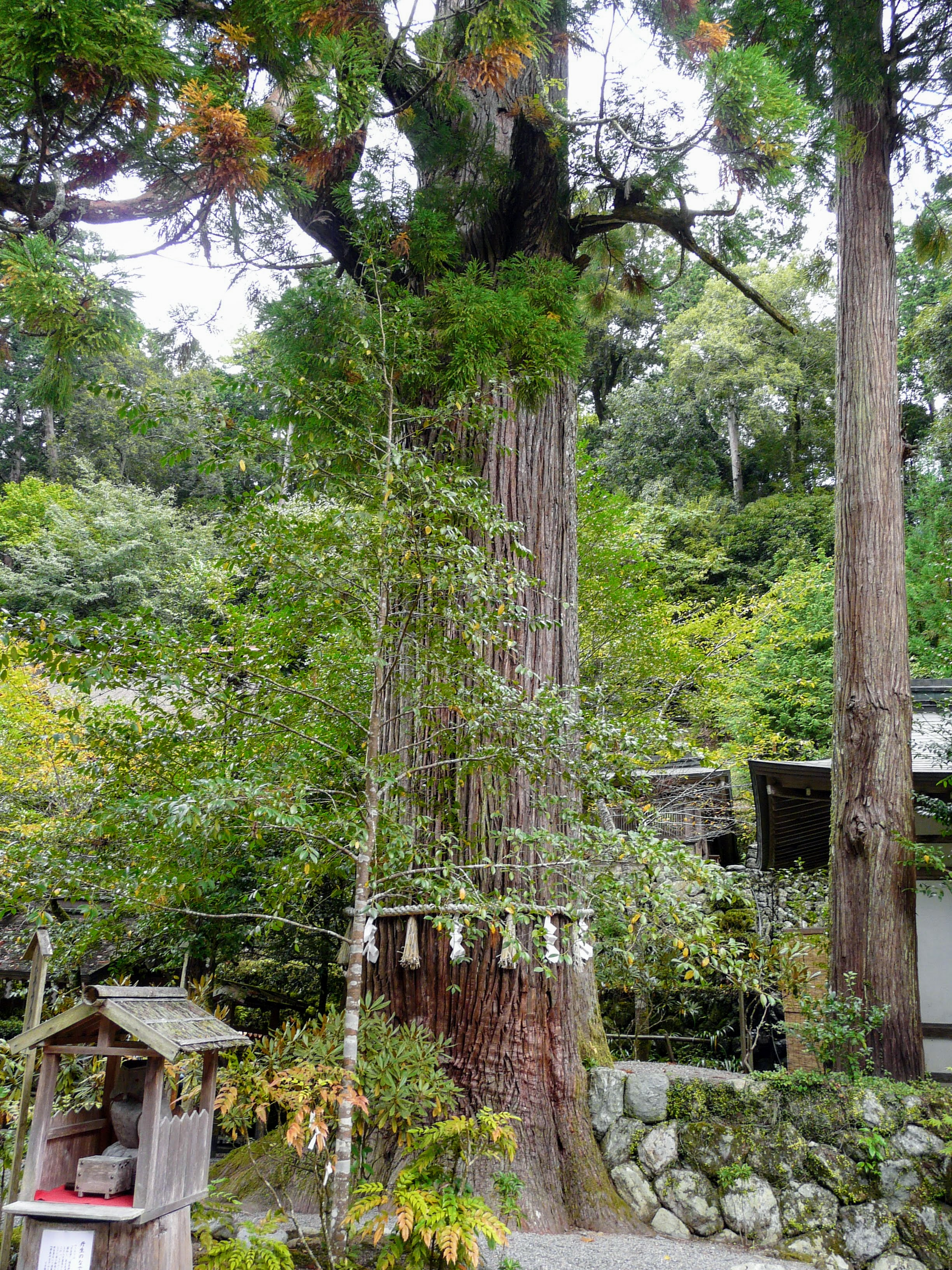
叶えの大杉
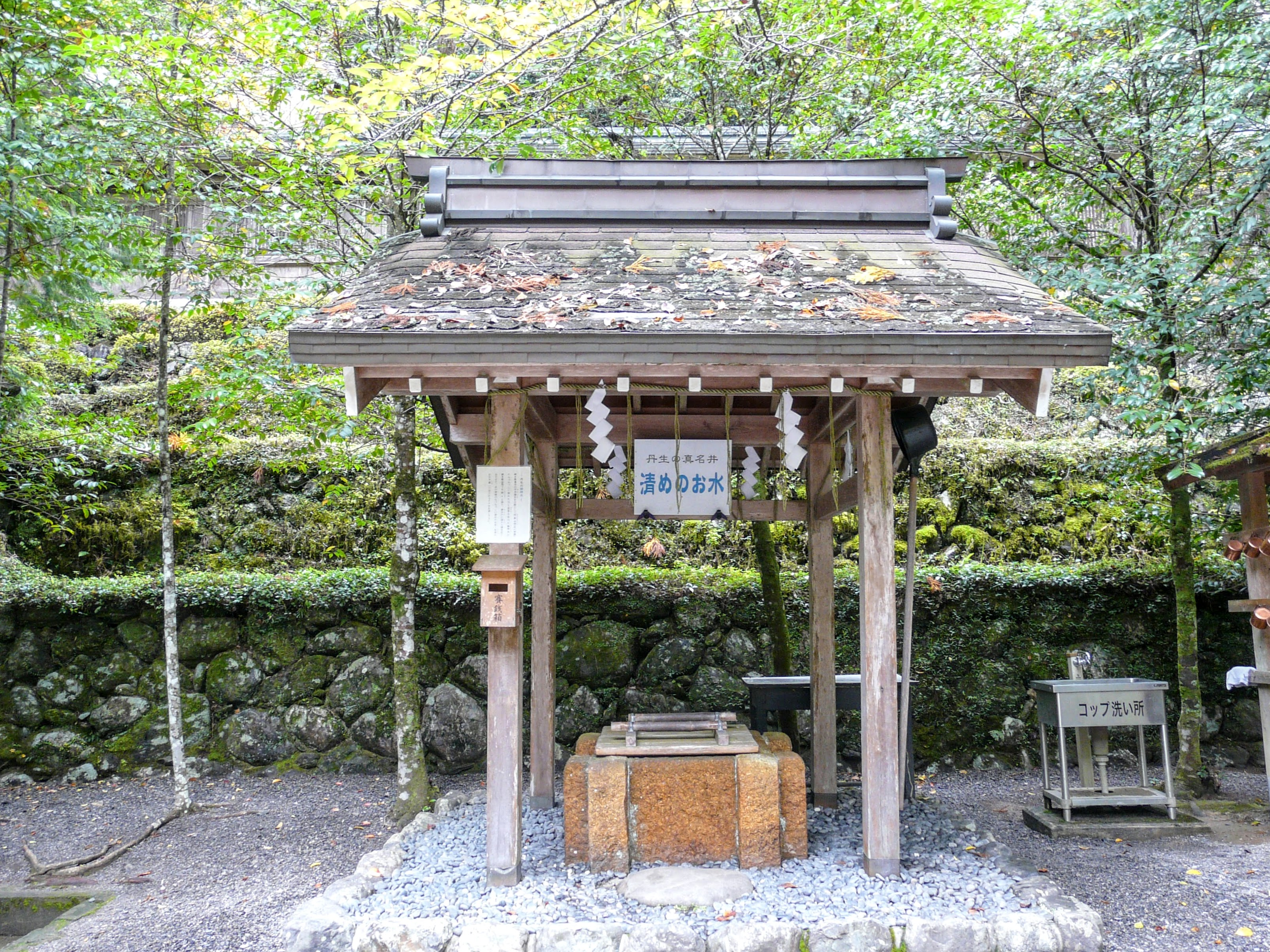
真名井
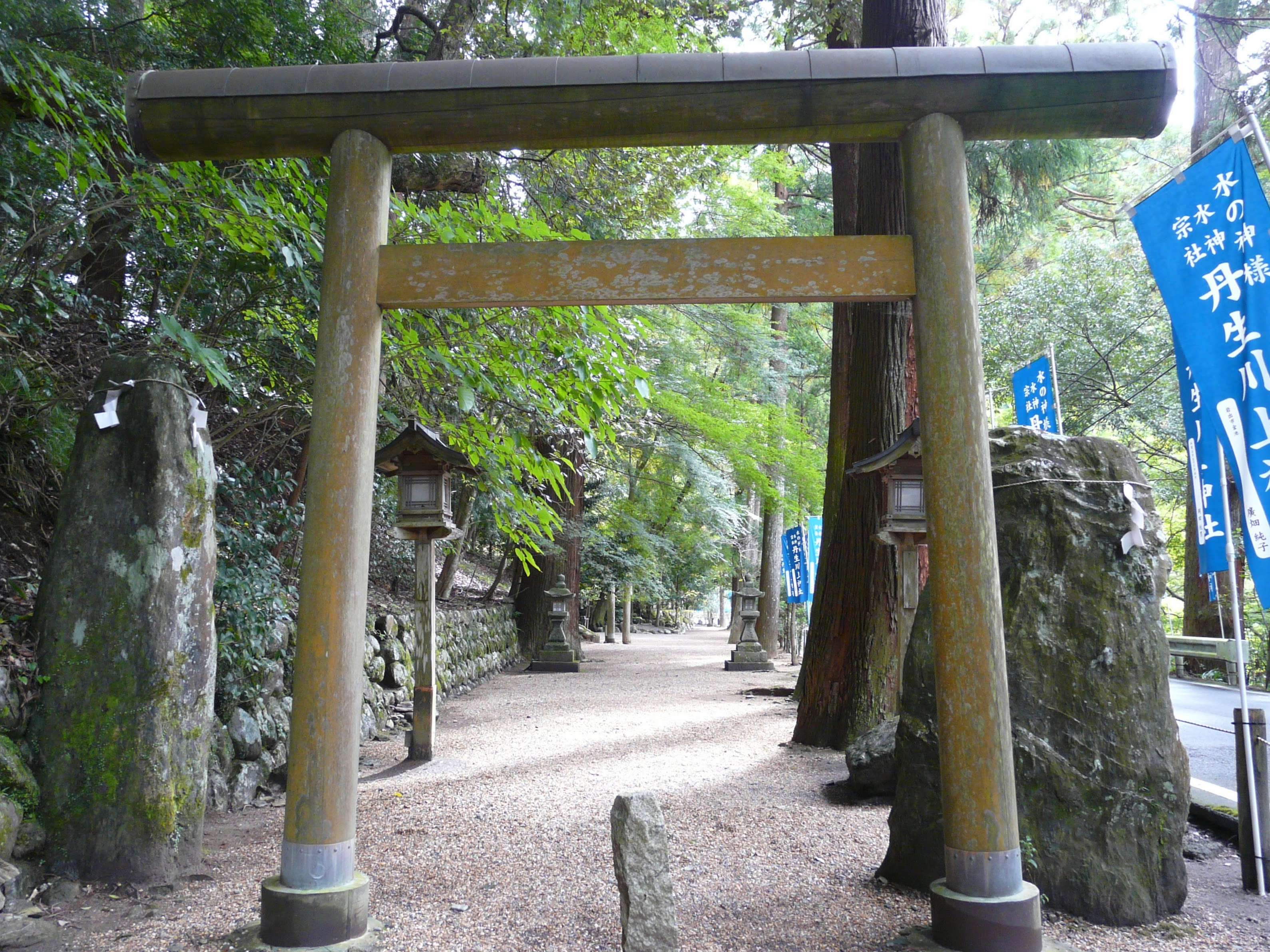
西参道口の鳥居と爺婆石
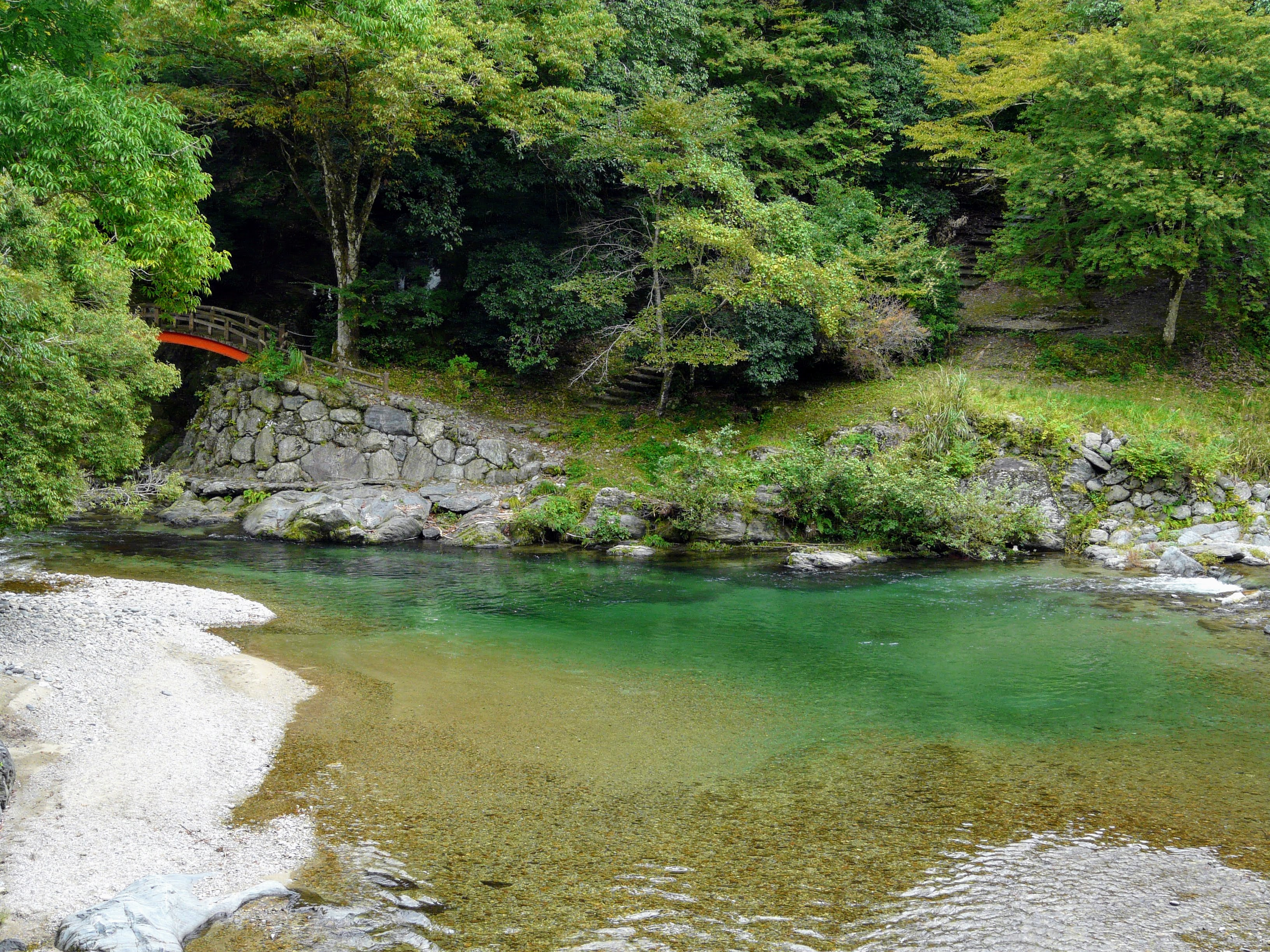
夢淵辺りの高見川
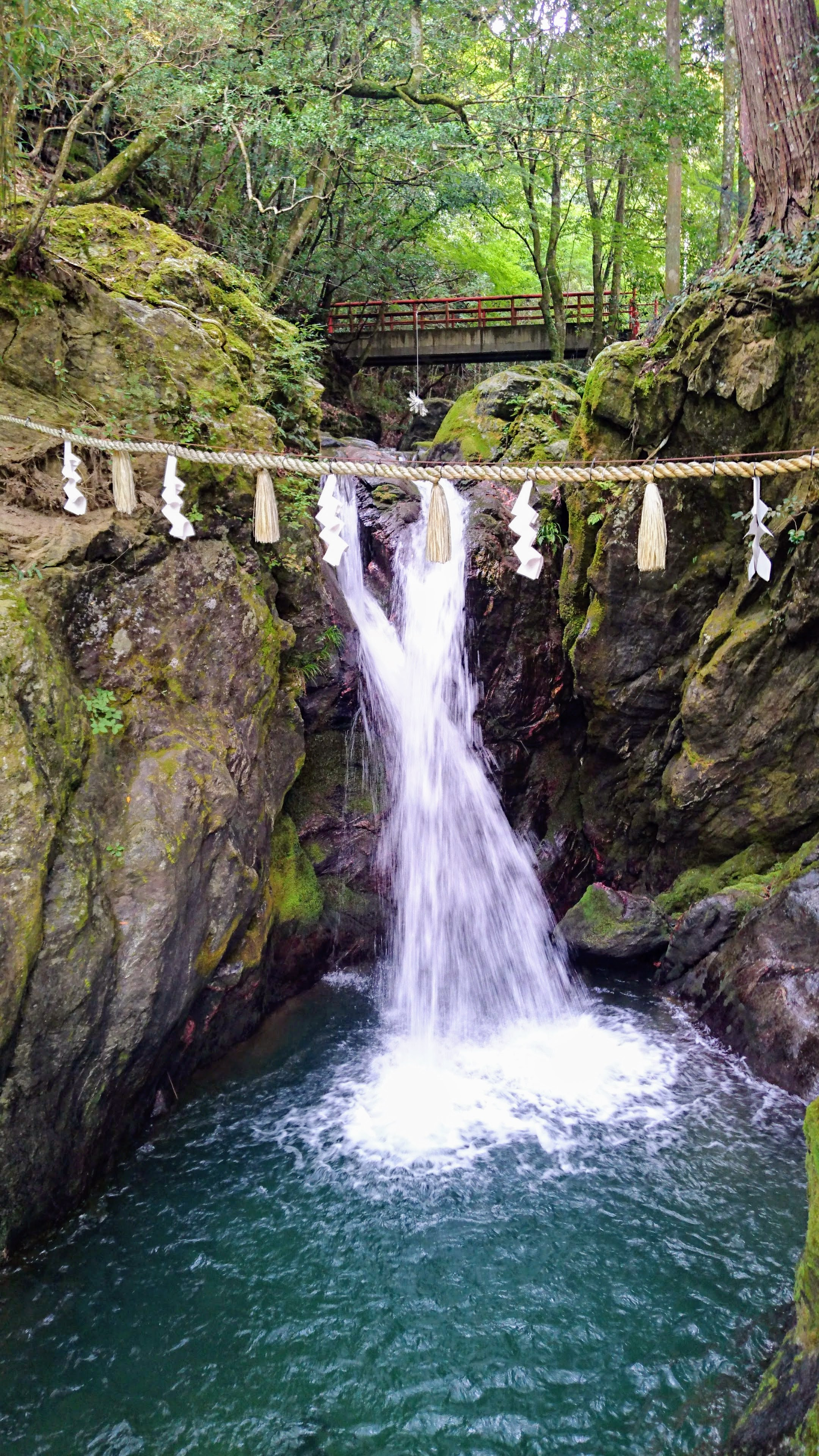
東の滝

## 摂末社

### 摂社

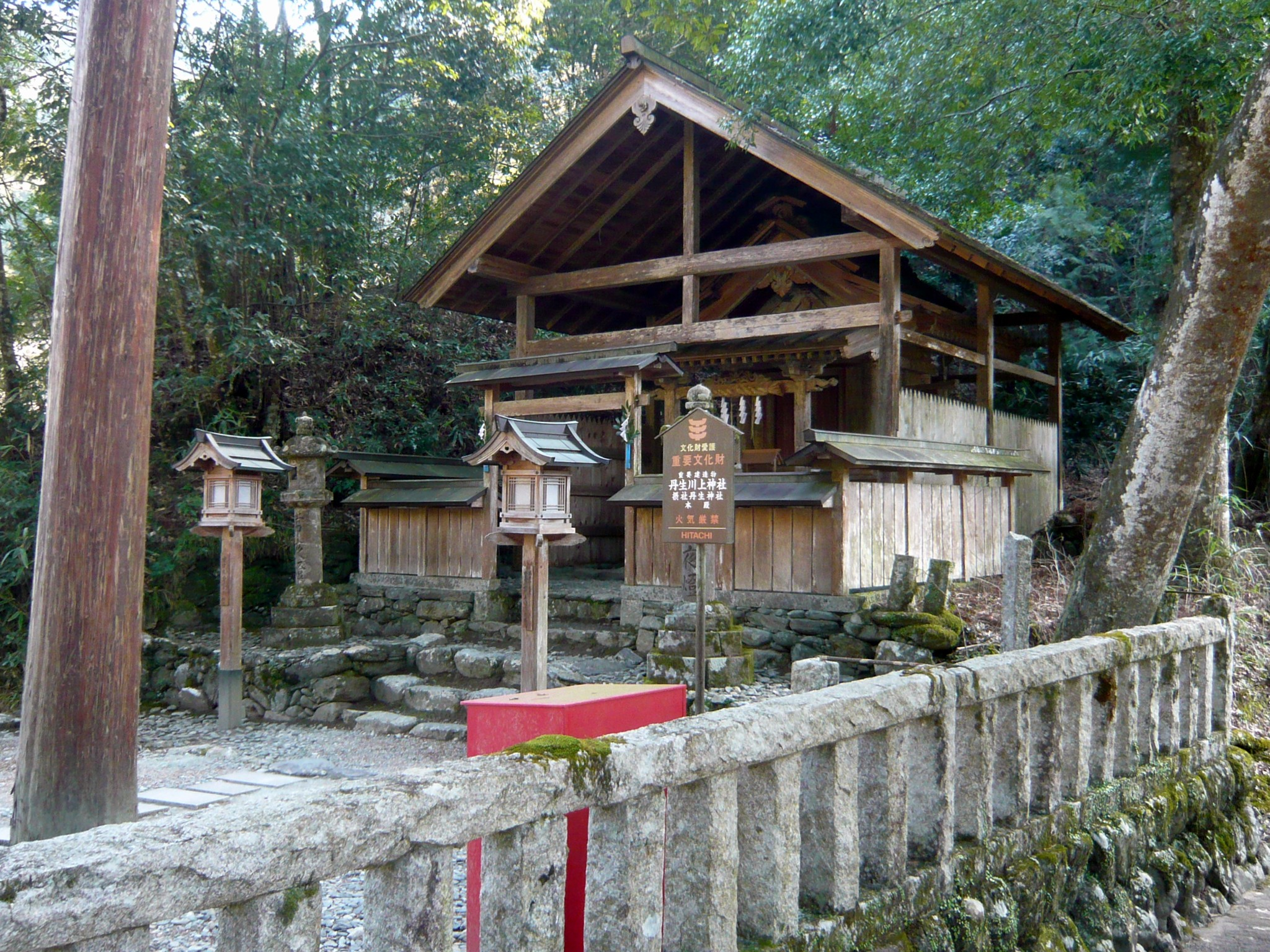
丹生神社
  - 祭神：弥都波能売命

御手洗川（高見川）対岸の旧社地に鎮座するため「本宮」とも称される。本殿は春日造板葺。
上述、慶安3年の上梁文によると、この時に鎮座したことになる。ちなみに、1915年（大正4年）の「神社祭神変更並に社名変更許可書」に、当社の「御霊代ヲ本社ニ奉遷シ、丹生神社ニハ適当ノ御霊代ヲ奉安スルコト」とある。
- 丹生神社

### 末社
- 東照宮神社 - 祭神：徳川家康公[30]。
- 水神社 - 祭神：高龗神（丹生川上神社上社の祭神）・闇龗神（丹生川上神社下社の祭神）[30]。
- 木霊神社 - 祭神：五十猛命。1982年（昭和57年）小川郷木材林産協同組合市場開設30周年を記念し、伊太祁曽神社（和歌山県和歌山市）から勧請して創祀[31]。

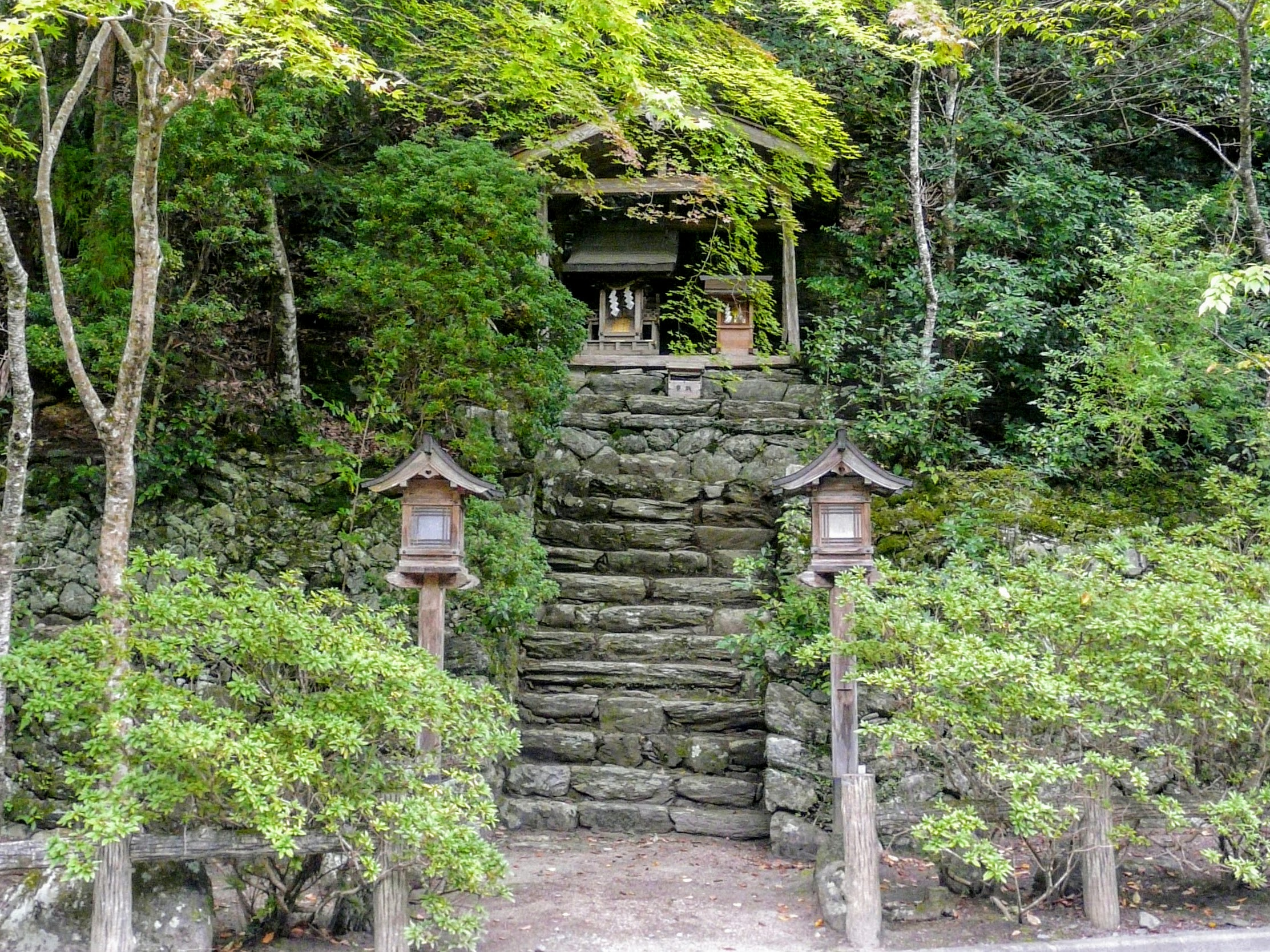
石段上の祠2社の左が東照宮、右が水神社。
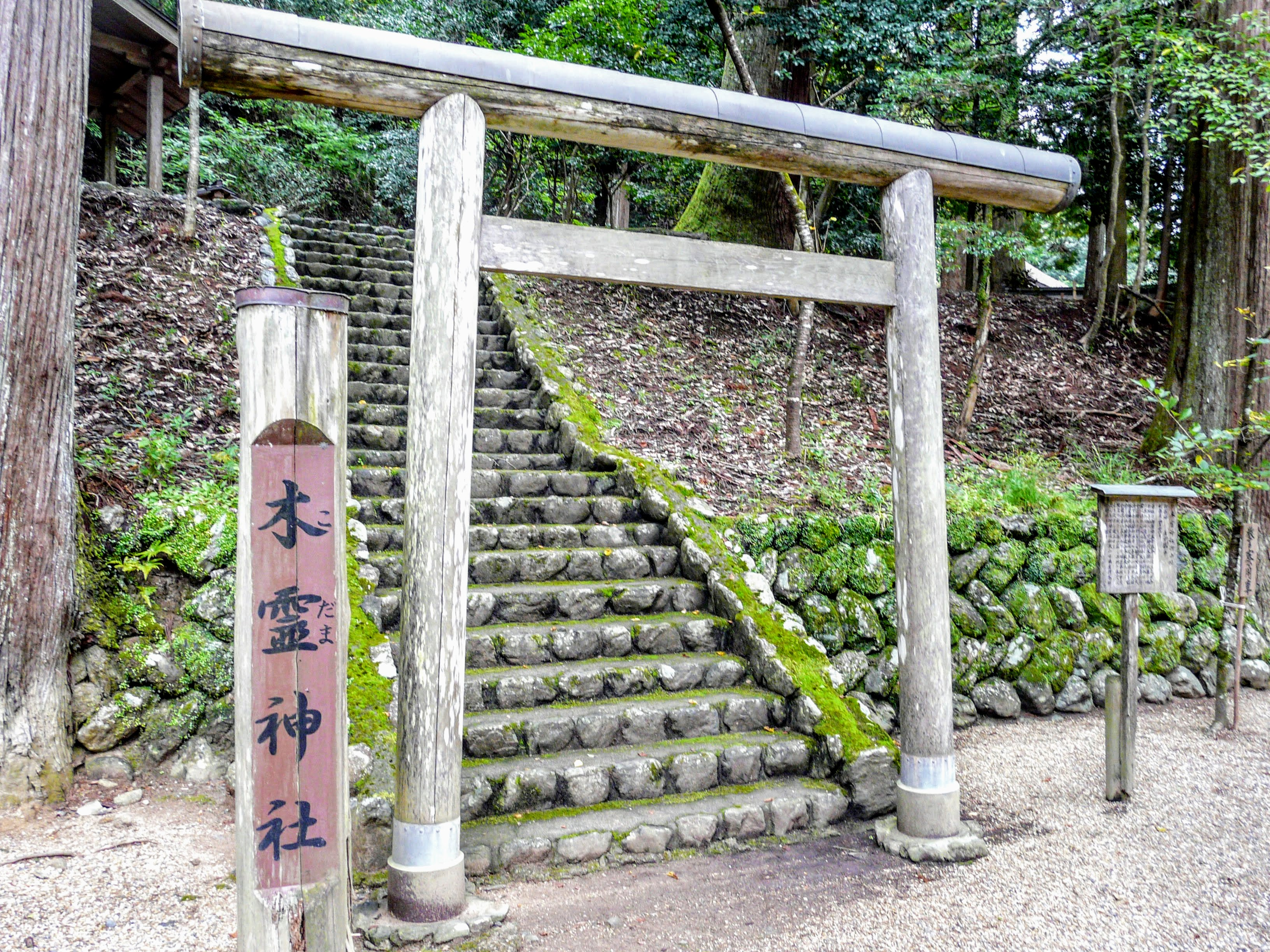
木霊神社 鳥居と参道石段
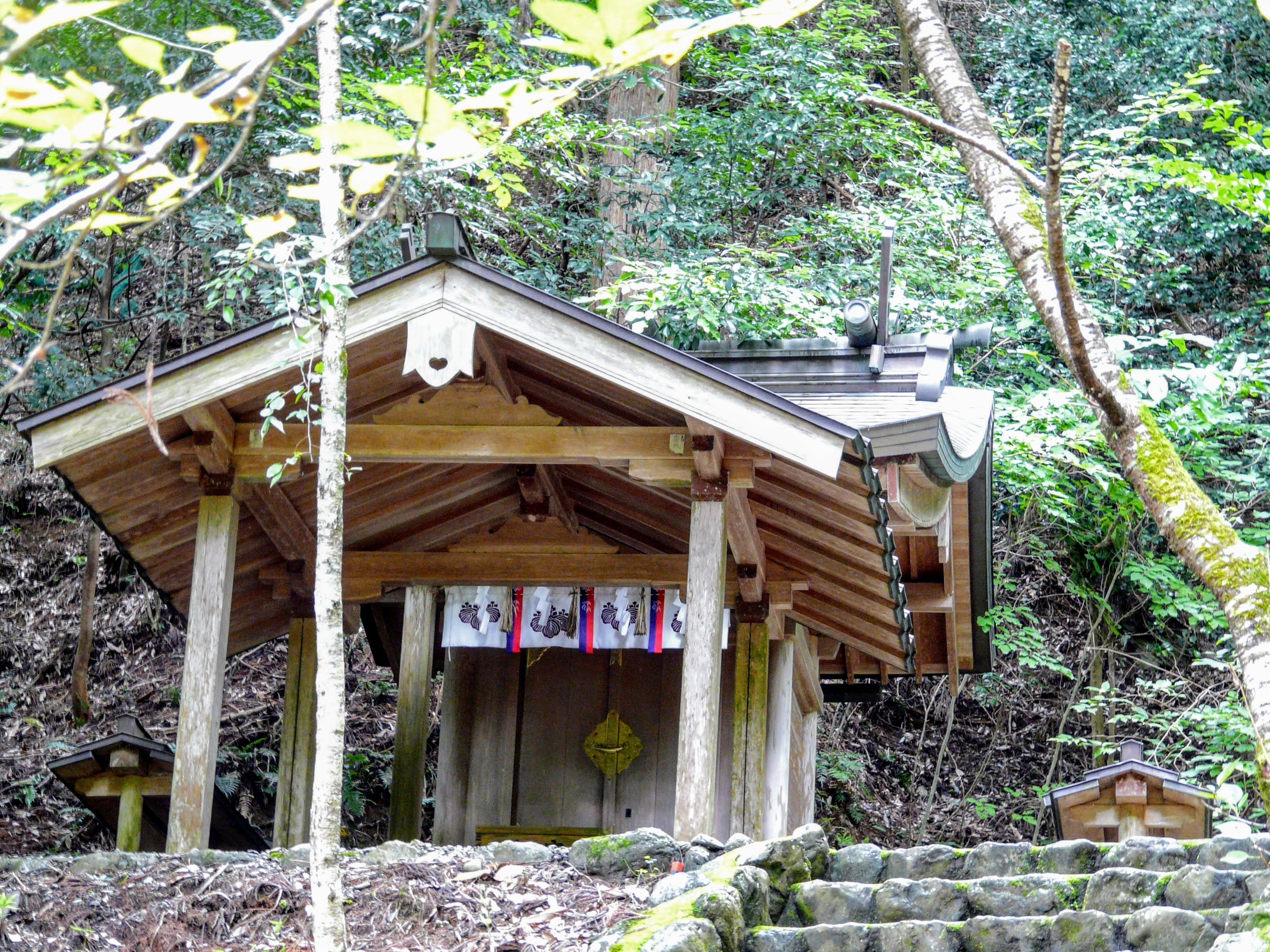
木霊神社 社殿

## 年中行事
主な祭事。
- 1月16日 - 末社水神社祭
- 4月16日 - 末社木霊神社例祭
- 4月17日 - 末社東照宮例祭
- 6月4日 - 水神祭。水力発電・水道事業など水に携わる企業関係者などが参列する。
- 7月16日 - 摂社丹生神社例祭。
- 10月第2日曜日 - 小川まつり（太鼓台奉舁安全祈願祭）別名「喧嘩祭り」。以前は旧暦9月16日に行われたが、大正11年に改めた。「壇尻（だんじり）祭」とも称し、氏子区内から8基の太鼓台が繰り出し、境内を乱舞する。大和三大祭りの一つである。
- 10月16日 - 例祭。

## 文化財

### 重要文化財（国指定）
- 石灯籠 - 指定年月日：1963年（昭和38年）2月14日[33]。

### 天然記念物（国指定）
- 丹生川上中社のツルマンリョウ自生地 - 指定年月日：1957年（昭和32年）5月8日[34]。本殿後背の小牟漏岳に群生する。常緑樹林の明るい林床に生育するヤブコウジ科で、常緑のほふく性低木。雌雄異株。茎は、初め直生し、その後ほふくする。長いものは1.5mに達し、花は6-7月ごろに開き、果実は晩秋～冬に赤熱する。シイやサカキなどの常緑樹林中の半陰地の斜面に群生する。明るく肥沃な所では他の雑草に負け、暗い所では衰退していく。種子による稚苗はほとんど見られず、主にほふく茎によって繁殖している[35]。

### 奈良県指定文化財
- 木造罔象女神坐像　男神坐像　女神坐像　童形神坐像 20躯 - 指定年月日：2018年（平成30年）2月2日[36]。1躯は像高54cm、一木造の「罔象女神坐像」で、日本最古の和装姿のものとされる。他に唐衣の女神像2躯、男神像4躯が奉安され、いずれも藤原時代後期の作とされる。

## 現地情報
所在地
- 奈良県吉野郡東吉野村大字小968

交通アクセス
- 榛原駅（近鉄大阪線）から、奈良交通バス「東吉野村役場行」乗車、「東吉野村役場」下車。東吉野村役場からコミュニティバス「四郷方面」乗車、「蟻通」下車[37]。